# Hôtel de ville de Champlitte
L'hôtel de ville de Champlitte est un hôtel de ville situé à Champlitte, en France.

## Localisation
L'hôtel de ville est situé sur la commune de Champlitte, dans le département français de la Haute-Saône.

## Historique
L'édifice est classé au titre des monuments historiques en 1909.